# Estadi Los Arcos
L'Estadi Municipal Los Arcos és un estadi de futbol de la ciutat valenciana d'Oriola (Baix Segura). Aquest estadi és actualment utilitzat per l'Oriola Club de Futbol, i té capacitat per a 5000 espectadors.

## Història
Va ser construït entre finals de l'any 1944 i principis de 1945, jugant-se el primer partit oficial el 13 de maig, que va enfrontar a l'Oriola Esportiva contra el Club Deportivo Torrevejense, i que va acabar amb el resultat de 5 gols a 1 a favor dels escorpins.
Però la inauguració oficial es va realitzar alguns mesos després; el 26 de desembre d'aqueix mateix any, el Bisbe d'Oriola En José García Goldáraz beneïa les instal·lacions municipals i a continuació es va celebrar una trobada amistosa entre el Reial Múrcia de Primera Divisió espanyola i l'Oriola Esportiva, que va acabar amb victòria visitant.
En l'any 1990, coincidint amb l'ascens de l'Oriola Club de Futbol a Segona Divisió A, es va portar a terme la més important de les remodelacions hagudes al camp, construint-se les dues graderies elevades de preferència.

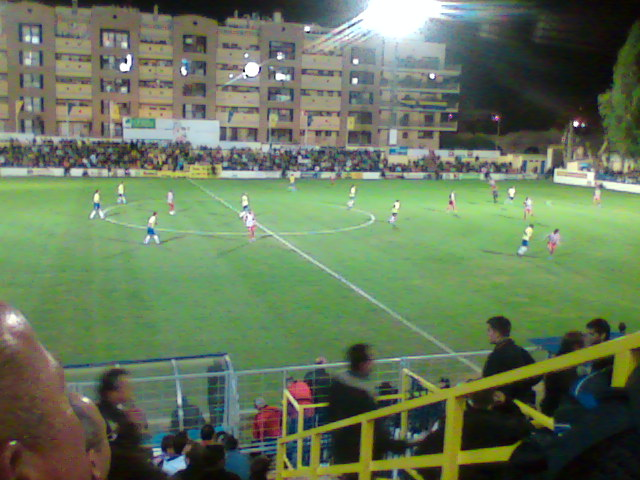
Partit entre l'Oriola CF i l'Atlètic de Madrid de Copa del Rei de 2008

En l'any 2001 amb l'Oriola Esportiva ja desaparegut i actuant en el seu terreny l'actual Orihuela Club de Fútbol, es va dotar a la graderia de seients de plàstic en les zones de tribuna i fons i a més es va col·locar l'actual marcador electrònic. Finalment l'any 2002 es van retirar les tanques que separaven el terreny de joc i es van pintar les graderies de general amb els colors representatius del club, groc i blau.
Més recentment el municipal oriolà va viure un dels seus dies més grans amb la consecució de l'ascens a Segona Divisió B el 14 de juny de 2006.